# Arbrå-Undersviks församling
Arbrå-Undersviks församling är en församling i Bollnäs pastorat i Hälsinglands södra kontrakt i Uppsala stift i Svenska kyrkan. Församlingen ligger i Bollnäs kommun i Gävleborgs län.>

## Administrativ historik
Församlingen bildades 2002 genom sammanslagning av Arbrå församling och Undersviks församling och bildade då eget pastorat. Från 2014 ingår församlingen i Bollnäs pastorat.

## Kyrkor
- Arbrå kyrka
- Nordsjö kapell
- Undersviks kyrka